# 池田潔 (薬学者)
池田 潔（いけだ きよし、1956年12月 - ）は、日本の薬学者（医薬分子機能学）。学位は薬学博士（静岡薬科大学・1984年）。広島国際大学薬学部教授。

## 概要

### 生い立ち
1956年生まれ。静岡薬科大学に進学し薬学部薬学科にて薬学を学び、1979年に卒業し薬学士となった。卒業後は、同大学の大学院に進み、薬学研究科製薬学専攻に在籍した。1981年に博士前期課程を、1984年に博士後期課程を　それぞれ修了し、薬学博士となった。博士論文の題は　「炭素上の諸種のアミノメチル化反応の開発と単環性β-ラクタム合成へのアプローチ」。  
大学院修了後は、同大学の薬学部にて研究生や助手として過ごした。

### 研究者として
静岡薬科大学が静岡女子大学や静岡女子短期大学と統合され、新たに静岡県立大学が設置されると、そちらの薬学部でも助手や講師を務めた。また、その間、一時、スクリプス研究所にて、博士研究員や客員研究員としても活動した。その際には、バンコマイシンなど複雑かつ巨大な天然物の全合成を次々と成功させたことで知られるキリアコス・コスタ・ニコラウから指導を受けた。また、同研究所では、キム・ヤンダからも指導を受けている。2000年より静岡県立大学の大学院にて薬学研究科薬学専攻の助教授に就任し、2007年より同准教授を務めた。また、静岡大学では理学部の非常勤講師も務めた。現在は、広島国際大学の薬学部にて教授に就任していた。

## 研究
専門は薬学の中でも医薬分子機能学であり、その研究から得られた知見を生かした薬品の開発を目指している。具体的には、インフルエンザウイルスに対する新たな抗ウイルス薬の研究開発や、後天性免疫不全症候群を引き起こす元凶となるヒト免疫不全ウイルスに対抗するためのワクチンの研究開発などを行っていた。

## 略歴
- 1956年 誕生
- 1979年 静岡薬科大学薬学部卒業
- 1981年 静岡薬科大学大学院薬学研究科博士前期課程修了
- 1984年 静岡薬科大学大学院薬学研究科博士後期課程修了
- 1984年 静岡薬科大学薬学部研究生
- 1984年 静岡薬科大学薬学部助手
- 1987年 静岡県立大学薬学部助手
- 1991年 静岡県立大学薬学部講師
- 1991年 スクリプス研究所博士研究員
- 1997年 スクリプス研究所客員研究員
- 2000年 静岡県立大学大学院薬学研究科助教授
- 2004年 静岡大学理学部非常勤講師
- 2007年 静岡県立大学大学院薬学研究科准教授
- 2009年 広島国際大学薬学部教授

## 著作

### 寄稿
- 池田潔・佐藤雅之稿「フルオラスタグ法による抗シアリダーゼ活性を持つシアル酸誘導体の効率的合成」大寺純蔵監修『フルオラスケミストリー』シーエムシー出版、2005年、102-111頁。ISBN 4882315319
- 池田潔・佐藤雅之稿「酸誘導体の創薬化学への応用」鳥澤保廣監修『創薬支援研究の展望』シーエムシー出版、2008年、14-27頁。ISBN 9784882319986

## 関連人物
- 野坂佳伸